# Chioninia geisthardti
Chioninia geisthardti är en ödleart som beskrevs av  Ulrich Joger 1993. Chioninia geisthardti ingår i släktet Chioninia och familjen skinkar. Inga underarter finns listade i Catalogue of Life.